# Hosea Jacobi

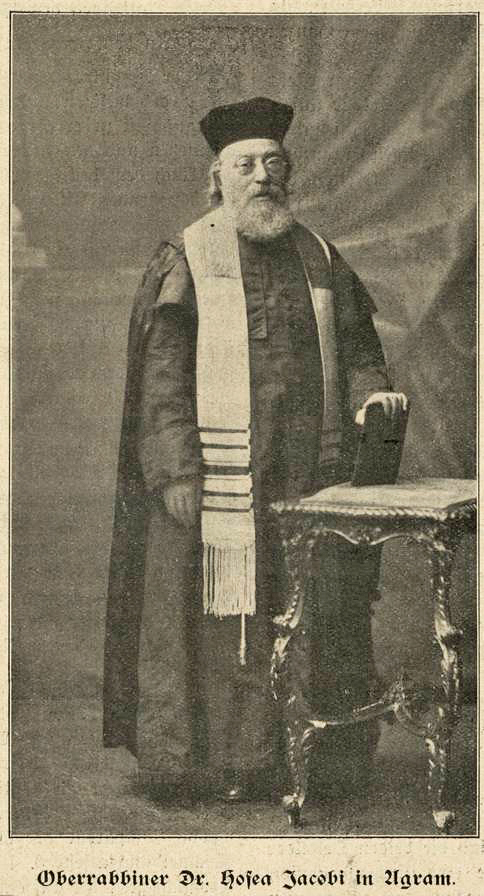
Hosea Jacobi (1911)

Hosea Jacobi (* 1841 in Dobrzany, Königreich Preußen, heute Polen, als Hosea Hermann Jacoby; gestorben 21. Mai 1924 in Zagreb, Königreich Jugoslawien, heute Kroatien) war 58 Jahre lang Oberrabbiner von Zagreb und geistlicher und religiöser Führer der jüdischen Gemeinde in Kroatien.

## Leben
Jacobi wurde als Sohn des Kaufmanns Mayer Jacobi und seiner Frau Sara-Miriam (geb. Goldberg) geboren. Sein Vater starb, als er zehn Jahre alt war. Sein Großvater mütterlicherseits, Rabbi Jacob Moses Goldberg, sowie sein Onkel Rabbi Nachman Abraham Goldberg waren seine Religionslehrer.
Er besuchte das Köllnische Gymnasium in Berlin. Jacobi war Mitglied der modern-orthodoxen jüdischen Gemeinde in Berlin und Schüler von Esriel Hildesheimer und Elhanan Rosenstein, die ihn ordinierten. Er studierte semitische Sprachen, Hebräisch und Theologie an den Universitäten Berlin und Halle (Saale). Seine Dissertation von 1865 lautete De loco feminarum apud Iudaeos antiuissimos maxime matrimonii contrahendi ratione habita und behandelte die Rolle der Frau im Judentum. Jacobi heiratete Hulda Pander und hatte sieben Kinder.
Nachdem er 1867 Oberrabbiner von Zagreb wurde, gründete und leitete Jacobi in Zagreb die jüdische Grundschule (Talmud Torah). Er unterrichtete jüdische Studien an Gymnasien, unterrichtete Hebräisch und Judentum und gründete jüdische Frauenorganisationen. Darüber hinaus war Jacobi auch in Sozialprojekten für die jüdische und allgemeine Bevölkerung in Jugoslawien aktiv, für die er von der Bevölkerung und den Führern anderer religiöser Konfessionen hoch geachtet wurde. 1867 hielt Jacobi zur Einweihung der neologen Reformsynagoge von Zagreb die erste Synagogenpredigt in kroatischer Sprache und förderte so die Integration der Juden. Er schrieb auch die ersten Lehrbücher für Jüdische Studien auf Kroatisch. Jacobi starb in Zagreb und wurde auf dem Mirogoj-Friedhof beigesetzt.
Jacobis Kinder Ivan (Hans, Johanan), Luise Zaloscer und Klara (Loja) Barmaper sowie sein Schwiegersohn Hugo Spitzer gehörten zu den prominenten Führern der jüdischen Gemeinde und der zionistischen Bewegung in Kroatien.